# Viktor Cappeller
Viktor Cappeller (* 29. September 1831 in Nürnberg; † 8. Juni 1904 in Frankfurt am Main) war ein  deutscher Bildhauer des Klassizismus in Stuttgart.

## Leben
Johann Viktor Cappeller wurde am 29. September 1831 in Nürnberg als Sohn des Architekten Georg Cappeller und dessen Ehefrau Clementine geb. Heideloff geboren. Sie war eine Schwester des Architekten Karl Heideloff und des Malers und Kupferstechers Manfred Heideloff. Cappellers älterer Bruder war der Bildhauer Johannes Cappeller.
Ab 1848 lebte Cappeller wie sein Bruder Johannes in Stuttgart, wo er mit dem Architekten Christian Friedrich Leins zusammenarbeitete. Als die väterliche Firma in finanzielle Schwierigkeiten geriet und Cappellers Eltern dadurch kurz vor dem Ruin standen, zogen sie Ende 1849 nach Stuttgart, wo Viktor und sein Bruder Johannes die Eltern finanziell unterstützten. Von 1850 bis 1852 studierte Cappeller an der Kunstschule Stuttgart unter Theodor Wagner. 1854/1855 hielt er sich zur Weiterbildung in Paris auf.
Danach lebte er wieder in Stuttgart. Von 1856 bis 1862 wohnte er zusammen mit seinem Bruder Johannes im Königsbad, einem Gasthaus mit Badeanstalt und Wirtsgarten beim Neckartor. Anschließend wohnte er im Stöckachweg 132 und der Olgastraße 59, 1871 bis 1874 in der Rosenstraße 23 und ab 1875 in der Neckarstraße 23. 1866 heiratete er die Heilbronner Bäckerstochter Marie Rössler (1833–1887). Aus der Ehe gingen die beiden Töchter Johanna und Helene hervor. Von 1873 bis 1899 war Cappeller an der Gewerbeschule als Lehrer für Modellieren und Zeichnen angestellt. Nach einem Schlaganfall 1899 konnte er nicht mehr künstlerisch tätig sein.
Er war Mitglied der Stuttgarter Künstlergesellschaft Das strahlende Bergwerk, Bergwerksname „Gyps“.
Er starb am 8. Juni 1904 im Alter von 72 Jahren in Frankfurt am Main. Seine Frau war bereits 1887 im Alter von 54 Jahren gestorben. Beide sind zusammen in einem Grab in Abteilung 14 des Fangelsbachfriedhofs in Stuttgart bestattet. Das Grabmal hatte Cappeller bereits 1883 geschaffen, siehe Werke.

## Werke
- 1861: Reiterstatue König Wilhelm I.
- 1862: Neuhausen auf den Fildern, Pfarrkirche St. Petrus und Paulus, Altäre, 1862.
- 1873: Stuttgart, ehemaliges Haus Silberburgstraße 177, zwei antik gekleidete Kolossalkaryatiden.
- 1883: Stuttgart, Fangelsbachfriedhof, Abteilung 14, Grabmal Viktor Cappeller. Sandsteinstele mit Marmorrelief, weiblicher Genius mit Lorbeerkranz schreibt auf eine Tafel: „Ruhe sanft edle Dulderin“, kleiner Eros mit gesenkter Fackel auf einem Postament mit dem Cappeller-Wappen, seitlich zwei weibliche Genien mit Schildern der Töchter Johanna und Helene, Signatur: „Cappeler fecit 1883“.
- 1885: Reiterschild, Bronzerelief.
- 1886: Porträt Königin Olga.
- 1890: Stuttgart, Krypta der Grabkapelle auf dem Württemberg, Marmorsarkophag von Marie Gräfin Neipperg.[2] Links geflügelter männlicher Genius mit gesenkter Fackel, rechts geflügelter weiblicher Genius mit Lorbeerkranz, in der Mitte Inschriftentafel mit hängender Girlande.

| - Kolossalkaryatiden, ehemals Silberburgstraße 177. | - Marmorsarkophag von Marie Gräfin Neipperg. - Inschriftentafel des Sarkophags. - Familiengrab von Viktor Cappeller. |

## Mitgliedschaften
- Stuttgarter Künstlergesellschaft Das strahlende Bergwerk, Bergwerksname „Gyps“.[3]